# منتخب أرمينيا لكرة القدم

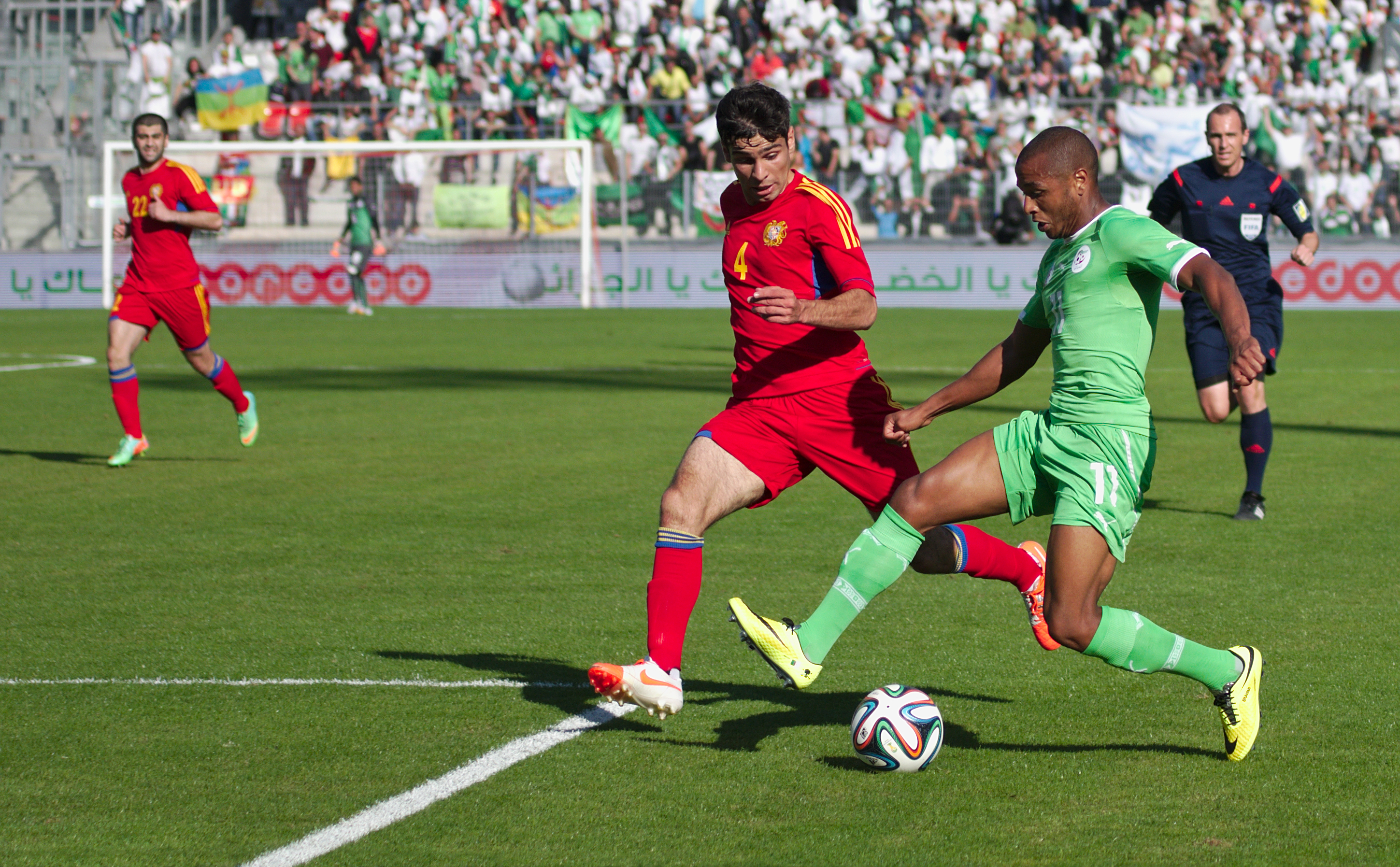
المنتخب الأرميني ضد نظيره الجزائري في مباراة ودية عام 2014.

منتخب أرمينيا لكرة القدم (بالأرمنية: Հայաստանի ֆուտբոլի ազգային հավաքական) هو منتخب كرة القدم الخاص بجمهورية أرمينيا ويشرف عليه اتحاد أرمينيا لكرة القدم. لم يسبق له التأهل إلى كأس العالم أو كأس أوروبا.